# Парфионович, Юрий Михайлович
Юрий Михайлович Парфионович (1921—1990) — советский учёный-тибетолог, кандидат филологических наук (1971), автор более 30 работ.

## Биография
Родился 21 сентября 1921 года в Москве в семье служащих.
По окончании в 1939 году московской школы № 315, был призван в Красную армию, участвовал в советско-финской войне. Также был участником Великой Отечественной войны, служил разведчиком, брал Берлин и встретил победу в Праге. Несколько раз был ранен и контужен.
После демобилизации в сентябре 1946 года, Юрий Парфионович поступил на китайское отделение Московского института востоковедения, откуда с 4-го курса был направлен переводчиком в долгосрочную командировку в Китай. Вернувшись в марте 1953 года в Москву, сдал экстерном экзамены и получил диплом Московского института востоковедения. С этого года и до конца жизни Парфионович работал научным сотрудником Института востоковедения АН СССР. Тибетский изучил в Институте национальных меньшинств в Пекине. Встречался во время своей работы и сотрудничал с Юрием Николаевичем Рерихом.
Среди многих его трудов — Краткий тибетско-русский словарь (1963), составленный совместно с Б. В. Семичевым и Б. Д. Дандароном.
Умер Юрий Михайлович в 1990 году.